# ماو (جمهورية الدومينيكان)
ماو هي مدينة، في جمهورية الدومينيكان، تتبع محافظة فالفيردي، بلغ عدد سكانها 106,818 نسمة في 2002، تبلغ مساحتها 423,600,000 متر مربع (423.6 كـم2).

## المناخ
يظهر الجدول التالي التغييرات المناخية على مدار السنة لماو:
| البيانات المناخية لـماو                        | البيانات المناخية لـماو | البيانات المناخية لـماو | البيانات المناخية لـماو | البيانات المناخية لـماو | البيانات المناخية لـماو | البيانات المناخية لـماو | البيانات المناخية لـماو | البيانات المناخية لـماو | البيانات المناخية لـماو | البيانات المناخية لـماو | البيانات المناخية لـماو | البيانات المناخية لـماو | البيانات المناخية لـماو |
| الشهر                                          | يناير                   | فبراير                  | مارس                    | أبريل                   | مايو                    | يونيو                   | يوليو                   | أغسطس                   | سبتمبر                  | أكتوبر                  | نوفمبر                  | ديسمبر                  | المعدل السنوي           |
| ---------------------------------------------- | ----------------------- | ----------------------- | ----------------------- | ----------------------- | ----------------------- | ----------------------- | ----------------------- | ----------------------- | ----------------------- | ----------------------- | ----------------------- | ----------------------- | ----------------------- |
| الدرجة القصوى °م (°ف)                          | 36.8 (98.2)             | 38.8 (101.8)            | 39.8 (103.6)            | 38.0 (100.4)            | 40.2 (104.4)            | 40.4 (104.7)            | 39.0 (102.2)            | 40.4 (104.7)            | 40.0 (104.0)            | 39.8 (103.6)            | 40.0 (104.0)            | 37.6 (99.7)             | 40.4 (104.7)            |
| متوسط درجة الحرارة الكبرى °م (°ف)              | 30.2 (86.4)             | 30.9 (87.6)             | 32.1 (89.8)             | 33.0 (91.4)             | 33.7 (92.7)             | 34.7 (94.5)             | 35.1 (95.2)             | 35.5 (95.9)             | 35.2 (95.4)             | 34.1 (93.4)             | 31.7 (89.1)             | 30.1 (86.2)             | 33.0 (91.4)             |
| متوسط درجة الحرارة الصغرى °م (°ف)              | 18.7 (65.7)             | 19.1 (66.4)             | 19.9 (67.8)             | 20.9 (69.6)             | 21.9 (71.4)             | 22.7 (72.9)             | 23.1 (73.6)             | 23.0 (73.4)             | 22.5 (72.5)             | 21.9 (71.4)             | 20.7 (69.3)             | 19.2 (66.6)             | 21.1 (70.0)             |
| أدنى درجة حرارة °م (°ف)                        | 13.2 (55.8)             | 12.2 (54.0)             | 14.0 (57.2)             | 13.6 (56.5)             | 17.0 (62.6)             | 19.0 (66.2)             | 19.0 (66.2)             | 19.0 (66.2)             | 18.8 (65.8)             | 18.0 (64.4)             | 14.8 (58.6)             | 12.6 (54.7)             | 12.2 (54.0)             |
| معدل هطول الأمطار مم (إنش)                     | 21.6 (0.85)             | 34.4 (1.35)             | 38.5 (1.52)             | 71.4 (2.81)             | 119.1 (4.69)            | 72.0 (2.83)             | 27.3 (1.07)             | 42.9 (1.69)             | 75.3 (2.96)             | 81.9 (3.22)             | 74.9 (2.95)             | 40.3 (1.59)             | 699.6 (27.54)           |
| متوسط الأيام الممطرة (≥ 1.0 mm)                | 3.0                     | 3.3                     | 3.3                     | 5.6                     | 9.3                     | 6.0                     | 2.5                     | 4.1                     | 6.0                     | 7.1                     | 6.3                     | 4.3                     | 60.8                    |
| المصدر: الإدارة الوطنية للمحيطات والغلاف الجوي |                         |                         |                         |                         |                         |                         |                         |                         |                         |                         |                         |                         |                         |

## أعلام
- بيدرو بوربون
- فيليكس فيرمن
- كلاوديو فارغاس
- أرني مونيوث